# Andrea Romeo (canoista)
Andrea Romeo (11 giugno 1985) è un canoista italiano, specializzato nella disciplina del caiacco slalom.

## Biografia
Ha iniziato a praticare il kayak all'età di dieci anni nel Gruppo Kayak Canoa Cordenons. Ha riportato diversi successi a livello giovanile, guadagnando un oro, due argenti e due bronzi agli europei under 23.
Dal 2010 è allenato da Matteo Appodia. Ha esordito con la nazionale senior nel 2011.
È stato campione iridato ai mondiali di Praga 2013 nel K1 a squadre, dove ha gareggiato con Daniele Molmenti e Giovanni De Gennaro.
Agli europei di Markkleeberg 2015, si è aggiudicato la medaglia di bronzo, sempre con Daniele Molmenti e Giovanni De Gennaro.

## Palmarès
- Mondiali

Praga 2013: oro nel K1 a squadre;
- Europei

Markkleeberg 2015: bronzo nel K1 a squadre;